# پاراهی (نیومکزیکو)
پاراهی (به انگلیسی: Paraje) یک منطقهٔ مسکونی در ایالات متحده آمریکا است که در شهرستان سیبولا، نیومکزیکو واقع شده‌است. پاراهی ۱۴٫۴ کیلومتر مربع مساحت و ۷۷۷ نفر جمعیت دارد و ۱٬۸۱۳ متر بالاتر از سطح دریا واقع شده‌است.